# 厲鬼
厲鬼，亦稱强鬼，意思是指为害最烈之鬼 ,所以有还傩愿驱厉鬼的习俗。古代的厉鬼主要分為两种：一种是断了子嗣，死后无人祭祀的野鬼；另一种是惨遭横死，一腔愤、阴魂不散的怨鬼。而“强死”是无病而死，死于非命的意思。

## 文獻紀載
- 清 光绪石印本《点石斋画报》有《厉鬼畏犬》一篇[3]
- 《左传·昭公七年》：“今梦黄熊入于寝门，其何厉鬼也？”
- 唐 韩愈 《柳州罗池庙碑》：“福我兮寿我，驱厉鬼兮山之左。”
- 明 王世贞 《鸣凤记·灯前修本》：“想是我忠魂游荡，到死时也做个厉鬼颠狂。”
- 民国老舍 《四世同堂》第二部六三：“大家一追想他的温柔老实，就只能想起他的慈祥的面容，而想象不到他可能的变为厉鬼。”

## 参看
- 孤魂信仰
- 中国妖怪列表